# 东江镇 (龙南市)
东江镇，是中华人民共和国江西省赣州市龙南市下辖的一个乡镇级行政单位。

## 歷史沿革
明清时属上蒙堡。中华人民共和国成立初属第四区。1957年属大稳乡。1958年属桃濂人民公社。1959年成立东江人民公社。1968年属临江人民公社管辖。1978年复置东江人民公社。1984年为东江乡。2024年3月撤销东江乡设立东江镇，龙南镇黄沙村、新华村、新岭村、畲族村划入东江镇管辖。

## 行政区划
东江镇下辖以下地区：
大稳村、新圳村、中和村和晓坑村。